# Olga Tokarczuk
Olga Nawoja Tokarczuk, född 29 januari 1962 i Sulechów, Polen, är en polsk författare och psykolog. Hon debuterade som poet och har skrivit noveller, romaner, essäer samt tre filmmanus. Hon är bosatt i Wrocław, och undervisar vid universitetet i Opole och Jagellonska universitetet i Kraków. 
Hon är en av Polens mest namnkunniga författare och tilldelades 2018 års senarelagda Nobelpris i litteratur år 2019. Hennes böcker är översatta till ett trettiotal språk.

## Biografi
Tokarczuk växte upp i Sulechów i västra Polen, som barn till två lärare. Hennes faders familj var flyktingar från dagens Ukraina, men en del som tidigare tillhörde Polen. Hon har beskrivit hur föräldrarna rörde sig i en miljö av vänsterintellektuella, med ett rikt litteraturintresse som påverkade hennes val att bli författare.
Tokarczuk har examen i psykologi vid universitetet i Warszawa. Efter studierna arbetade hon i fem år som psykoterapeut med fokus på beroendevård, gifte sig med en annan psykolog och fick en son. När Tokarczuk började få litterära framgångar satsade hon helt på skrivandet och flyttade till Nowa Ruda, en liten ort i bergskedjan Sudeterna nära gränsen mot Tjeckien och Tyskland. Där bodde hon många år i samma trakt, vilken också spelar en viktig roll i flera av hennes böcker. 
Tidvis har Tokarczuk mått psykiskt dåligt, och reste under längre perioder omkring i Taiwan, Malaysia och Nya Zeeland. Numera är hon bosatt i Wrocław. Hon undervisar i kreativt skrivande på universiteten i Opole och Kraków, sitter i redaktionen för vänstertidskriften Krytyka Polityczna och är som djurrättsförespråkare medlem i Polens gröna parti, Zieloni 2004. Efter att ha fått Polens främsta litteraturutmärkelse Nikepriset uttalade Tokarczuk sig i direktsänd polsk TV om att polacker måste ställa sig ansikte mot ansikte med sin historia och erkänna slavägande och mord på judar. Detta uttalande fick mycket starka reaktioner i Polen.
Tillsammans med litteraturkritikern Karol Maliszewski grundade hon 2015 i Nowa Ruda den internationella litteraturfestivalen Festiwal Góry Literatury, som varje sommar fokuserar på litteratur och författare från främst grannländerna Polen, Tjeckien och Tyskland.
Olga Tokarczuk besökte Sverige som författare första gången 2005 för att presentera romanen Daghus, natthus. Därefter har hon besökt Sverige ett antal gånger.

## Författarskap

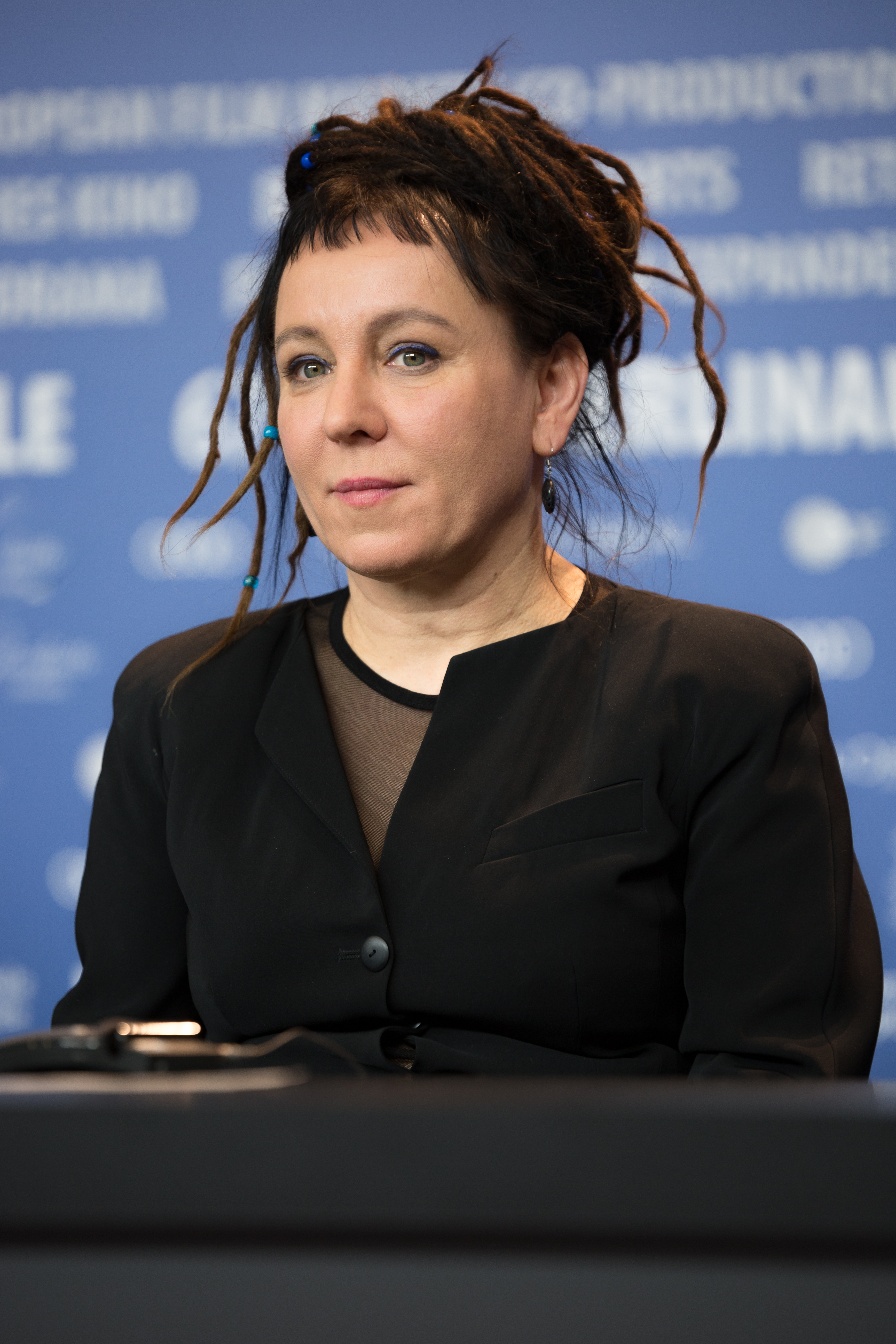
Olga Tokarczuk, 2017.

Olga Tokarczuk debuterade redan 1979 under pseudonymen Natasza Borodin med novellerna Świąteczne zabijanie ryby ('Det heliga dödandet av fiskar') och Moi przyjaciele ('Mina vänner') i ungdomstidskriften Na przełaj. 1989 gavs diktsamlingen Miasta w lustrach ('Städer i speglar'; ej översatt till svenska) ut. Romandebuten kom 1993 med romanen Podróż ludzi Księgi ('Bokfolkets resa'), en parabel som utspelar sig i 1600-talets Spanien och Frankrike. För romanen fick hon pris för bästa debutroman.
1995 gav hon ut E. E., berättelsen om en ung flicka som plötsligt får paranormala förmågor. Hennes stora genombrott kom 1996 med Gammeltida och andra tider (på svenska 2006) som bland annat fick Läsarnas NIKE-pris. 1998 följde Daghus, natthus och 2001 novellsamlingen Spel på många små trummor. Löparna kom ut i Polen 2007 och belönades med både det officiella NIKE-priset och läsarnas NIKE. Boken följdes två år senare av Styr din plog över de dödas ben. 
Gammeltida och andra tider är skriven i en stil som kan jämföras med den latinamerikanska magiska realismen. Här berättas om byn Gammeltida, belägen i ett mytologiskt landskap mitt i Polen, där landets turbulenta historia såväl som den mänskliga existensens villkor återspeglas i ett arketypiskt mikrokosmos. Daghus, natthus är egentligen inte en roman, snarare ett slags kollagebok med avslutade och oavslutade kortare berättelser, både ur historien och nutiden, dessutom dagboksfragment och personliga betraktelser. Det hela utspelar sig i författarens hemtrakter i Sudeterna. Löparna är en bok om resor, men ingen traditionell reseskildring utan snarare en bok om resandet som fenomen. Titeln kommer av namnet på en gammal ortodoxt kristen sekt som ansåg att människan borde vara i ständig rörelse för att inte falla offer för synden och ondskan. Ungefär som i Daghus, natthus består boken av flera hopflätade kortare berättelser. Styr din plog över de dödas ben är till sin yttre form en kriminalroman, eller snarare en moralisk thriller med miljö- och djurrättstendens. Huvudpersonen är en äldre kvinna bosatt i en liten by i Sudeterna som med hjälp av astrologi försöker lösa en mystisk mordvåg riktad mot traktens jägare. 

### Jakobsböckerna
2014 publicerades vad som har kallats Tokarczuks magnum opus – Jakobsböckerna (polsk ursprungstitel Księgi Jakubowe). Romanen har sålt i hundratusentals exemplar i Polen, men har också lett till att författaren fått ta emot mycket kritik. Den nära tusensidiga romanen utspelar sig under 1700-talet och kretsar kring den polsk-judiske sektledaren Jakob Frank. Dess fullständiga titel lyder Jakobsböckerna eller Den väldiga färden över sju gränser, fem språk och tre stora religioner, de små ej att förglömma : berättad av de döda medelst en av författarinnan utarbetad metod för konjekturer, berikad av ett överdådigt urval böcker, därtill understödd av fantasien, vilken utgör naturens största gåva till människan : för kloka till stöd för minnet, för patrioter till besinning, lekmän till studium, melankoliker till förströelse.

### Filmmanus
Utöver romaner, dikter och noveller har Tokarczuk även verkat som manusförfattare för tre filmprojekt. Första gången var för filmen Żurek ('Surdegssoppa') tillsammans med regissören Ryszard Brylski 2003 (baserad på hennes berättelse med samma titel). Tillsammans med Agnieszka Smoczyńska och Robert Bolesto skrev hon 2007 filmmanuset till Agnieszka Smoczyńskas kortfilm Aria Diva, en film som är baserad på novellen Ariadna na Naksos från Tokarczuks novellsamling Spel på många trummor. 2017 bidrog hon som manusförfattare till filmen Pokot (svensk titel Villebråd), regisserad av Agnieszka Holland och baserad på hennes roman Styr din plog över de dödas ben (2009). Filmen hade premiär i Sverige 29 september 2017, var en polsk-svensk-tjeckisk-tysk samproduktion och Polens Oscarbidrag för bästa icke-engelskspråkiga film 2018. Den fick dock ingen nominering, men vann Silverbjörnen och nominerades till Guldbjörnen vid Filmfestivalen i Berlin 2017.

### Influenser
Tokarczuk har nämnt Carl Gustav Jungs psykoanalytiska teorier som en viktig inspirationskälla för sitt skapande. Andra favoritförfattare är Anton Tjechov, Thomas Mann, Nikolaj Gogol och Edgar Allan Poe.

## Mottagande och utmärkelser
Olga Tokarczuk är en av Polens mest uppburna författare, och är översatt till ett trettiotal språk, bland annat engelska, tyska, ryska, franska, kinesiska, spanska, och italienska. Boken Styr din plog över de dödas ben lästes 2012 som följetong i Sveriges Radio P1.
Tokarczuk har fått Polska bokförläggarföreningens pris, Kościelskistiftelsens pris och tidskriften Politykas kulturpris Paszport. Hon har vunnit Läsarnas Nikepris fyra gånger, och 2008 belönades hon med det officiella Nikepriset för romanen Löparna. 2010 tilldelades hon den polska kulturministerns utmärkelse, medaljen Gloria Artis. 2015 fick hon återigen Nikepriset, denna gång för romanen Jakobsböckerna.
2002 fick hon och hennes tyska översättare Esther Kinsky Brücke Berlin-priset för den tyska utgåvan av Daghus, natthus, och 2012 tilldelades hon Usedomer Literaturpreis. År 2013 belönades hon med Vilenicapriset, som går till framstående centraleuropeiska författarskap. Hon har även tilldelats Kulturhuset Stadsteaterns internationella litteraturpris 2017 för Jakobsböckerna.
Tokarczuk och hennes engelska översättare Jennifer Croft tilldelades Man Booker International Prize 2018 för romanen Flights (originaltitel: Bieguni, Svensk titel: Löparna). Hon tilldelades Nobelpriset i litteratur för 2018 den 10 oktober 2019. Motiveringen från Svenska Akademien löd: "för en berättarkonst som med encyklopedisk lust gestaltar gränsöverskridandet som livsform."

## Stiftelse med fokus på litteratur och översättarnas roll
För Nobelprispengarna inrättade Olga Tokarczuk en stiftelse, som har sitt säte i hennes hemstad Wrocław i västra Polen. Stiftelsen ska vara en plats för litteraturen och särskilt fokusera på översättarnas roll, och visa att litteratur inte kan leva utan översättare. Annars blir den stum, saknar röst och får ingen möjlighet att sprida sig, sade Olga Tokarczuk till Kulturnyheterna 2 december 2019.

### Övriga publikationer på svenska
- 2014 – Björnens ögonblick (essäer; översättning Jan Henrik Swahn, Ariel)
- 2019 – "Hermes sysslor eller hur översättarna dagligen räddar världen" (artikel; översättning Jan Henrik Swahn. I Med andra ord - tidskrift om litterär översättning, nr 100, september 2019.[21][b][22])